# بافل سولومين
بافل سولومن، من مواليد 15 يونيو 1982 في طشقند في أوزبكستان، لاعب كرة قدم أوزبكي.
بدأ مسيرته الكروية مع نادي تاراكتور طشقند في عام 2003، ولعب معهم حتى عام 2005، وشارك معهم في 53 مباراة وسجل 23 هدف، وفي عام 2005 انتقل إلى نادي باختاكور، ولعب معهم 12 مباراة وسجل 6 أهداف، وفي عام 2006 عاد إلى نادي تاراكتور طشقند، وفي عام 2007 انتقل إلى نادي ساتورن موسكو أوبلاست الروسي.
و قد بدأ مسيرته الدولية مع منتخب أوزباكستان لكرة القدم في عام 2006.

## كأس آسيا 2007
و قد سجل هدف في مرمى منتخب السعودية لكرة القدم.

## روابط خارجية
- بافل سولومين على موقع الاتحاد الدولي (مؤرشف)  (الإنجليزية)
- بافل سولومين على موقع قاعدة بيانات كرة القدم.إي يو (الإنجليزية)
- بافل سولومين على موقع ناشيونال فوتبول تيمز (الإنجليزية)
- بافل سولومين على موقع Soccerway.com (الإنجليزية)
- بافل سولومين على موقع عالم كرة القدم.نت (الإنجليزية)
- بافل سولومين على موقع كووورة